# Liste der Stadtteile und Distrikte von Bayreuth
Die Stadt Bayreuth besteht aus 30 Stadtteilen, das Stadtgebiet ist außerdem in 39 Distrikte gegliedert. Zusätzlich besteht eine Gliederung in 20 Stadtbezirke.

## Amtliche Stadtgliederung
Bayreuth besteht aus 30 Stadtteilen:
- Aichig
- Altstadt
- Birken (Bayreuth)
- City
- Destuben
- Dörnhof
- Eichelberg
- Gartenstadt
- Glocke
- Grüner Baum
- Hammerstadt
- Herzoghöhe
- Hohe Warte
- Industriegebiet
- Kreuz
- Kreuzstein
- Laineck
- Meyernberg
- Neue Heimat
- Oberkonnersreuth
- Oberpreuschwitz
- Rödensdorf
- Roter Hügel
- Saas
- St. Georgen
- Sankt Johannis
- Seulbitz
- Thiergarten
- Unterpreuschwitz
- Wolfsbach

## Distrikte im Stadtgebiet

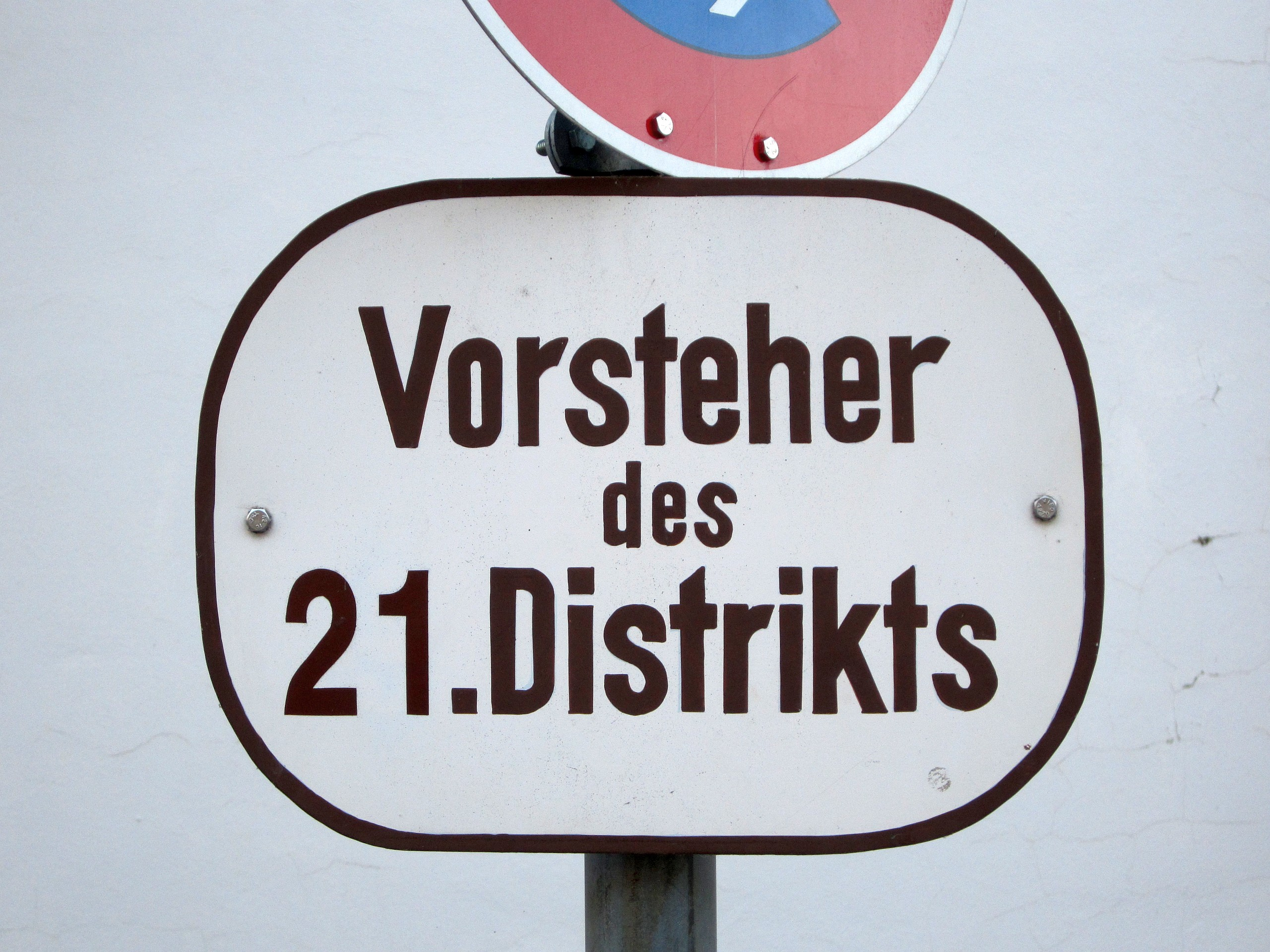
Schilder zeigen die Wohnorte der Distriktsvorsteher an

Das Stadtgebiet von Bayreuth ist in 39 Distrikte gegliedert:
- 01 Westliche Innenstadt
- 02 Östliche Innenstadt/Obere Röth
- 03 Cosima-Wagner-Straße/Nürnberger Straße/Universitätsstraße
- 04 Südöstliche Innenstadt
- 05 Südwestliche Innenstadt
- 06 Birken
- 07 Justus-Liebig-Straße/Quellhöfe/Rückertweg
- 08 Leuschnerstraße/Ludwig-Thoma-Straße
- 09 Saas
- 10 Bismarckstraße/Friedrichstraße/Moritzhöfen
- 11 Freiheitsplatz/Malerviertel
- 12 Erlanger Straße/Wolfsgasse
- 13 Jakobshof
- 14 Hetzennest/Braunhof/Fantaisiestraße
- 15 Meyernberg
- 16 Nördlicher Roter Hügel
- 17 Grüner Hügel/Wendelhöfen
- 18 Kreuz
- 19 Herzoghöhe/Am Bauhof
- 20 Nördliche Innenstadt
- 21 Carl-Schüller-Straße/Bürgerreuther Straße/Gutenbergstraße
- 22 Gartenstadt
- 23 Bürgerreuth/Gravenreutherstraße
- 24 St. Georgen/Grüner Baum/Burg
- 25 Östliche Hammerstatt
- 26 Westliche Hammerstatt
- 27 Bernecker Straße/Insel/Riedelsberg
- 28 Industriegebiete St. Georgen
- 29 Sankt Johannis
- 30 Neue Heimat
- 31 Oberkonnersreuth
- 32 Laineck
- 33 Westlicher Roter Hügel
- 34 Eubener Straße/Furtwänglerstraße/
Schupfenschlag/Hohe Warte
- 35 Seulbitz
- 36 Aichig/Grunau
- 37 Thiergarten/Destuben
- 38 Oberpreuschwitz
- 39 Wolfsbach

Im Jahr 1946, als es keine leistungsfähigen Kommunikationsmittel und keine direkte Kontaktmöglichkeit zur Verwaltung gab, wurde jedem Distrikt als Ansprechpartner der Bevölkerung ein Vorsteher zugeordnet. Die Tätigkeit des Distriktvorstehers ist ehrenamtlich. Die Distriktsvorsteher werden für die Dauer der Sitzungsperiode des Stadtrats (sechs Jahre) bestellt, eine wiederholte Berufung in das Ehrenamt ist zulässig.

## Stadtbezirke
Das Bayreuther Stadtgebiet ist in 20 Stadtbezirke unterteilt:
- 1 Altstadt (A)
- 2 Aichig (Ai)
- 3 Adolf-Wächter-Straße (Aw)
- 4 Birken/Quellhöfe (B)
- 5 City (C)
- 6 Grüner Baum/Festspielhügel (F)
- 7 Wendelhöfen/Gartenstadt (G)
- 8 Hammerstatt/St. Georgen (H)
- 9 Industriegebiet (I)
- 10 Königsallee/Eichelberg (K)
- 11 Glocke/Saas (L)
- 12 Meyernberg (M)
- 13 Laineck (N)
- 14 Oberkonnersreuth (O)
- 15 Oberpreuschwitz (Op)
- 16 Roter Hügel (R)
- 17 Sankt Johannis (S)
- 18 Seulbitz (Se)
- 19 Thiergarten (T)
- 20 Wolfsbach (W)